# Акми (Вашингтон)
Акми (енгл. Acme) насељено је место без административног статуса у америчкој савезној држави Вашингтон.

## Демографија
По попису из 2010. године број становника је 246, што је 17 (-6,5%) становника мање него 2000. године.
| Група             | 2000.       | 2010.       |
| Белци             | 242 (92,0%) | 223 (90,7%) |
| Афроамериканци    | 0 (0,0%)    | 1 (0,4%)    |
| Азијати           | 0 (0,0%)    | 0 (0,0%)    |
| Хиспаноамериканци | 13 (4,9%)   | 7 (2,8%)    |
| Укупно            | 263         | 246         |